# Kaimai Range

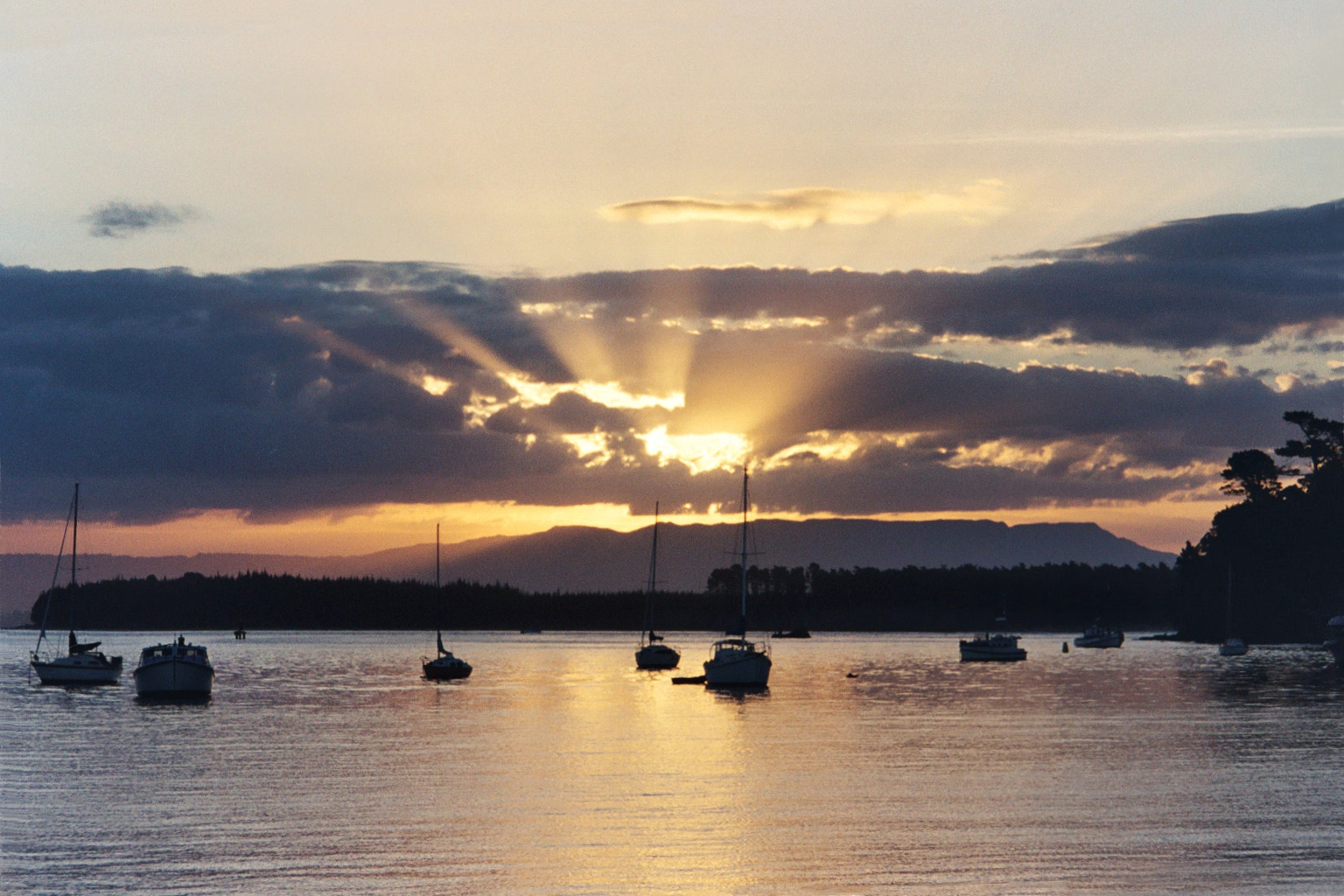
Kaimai Range als Hintergrund des Tauranga Harbour

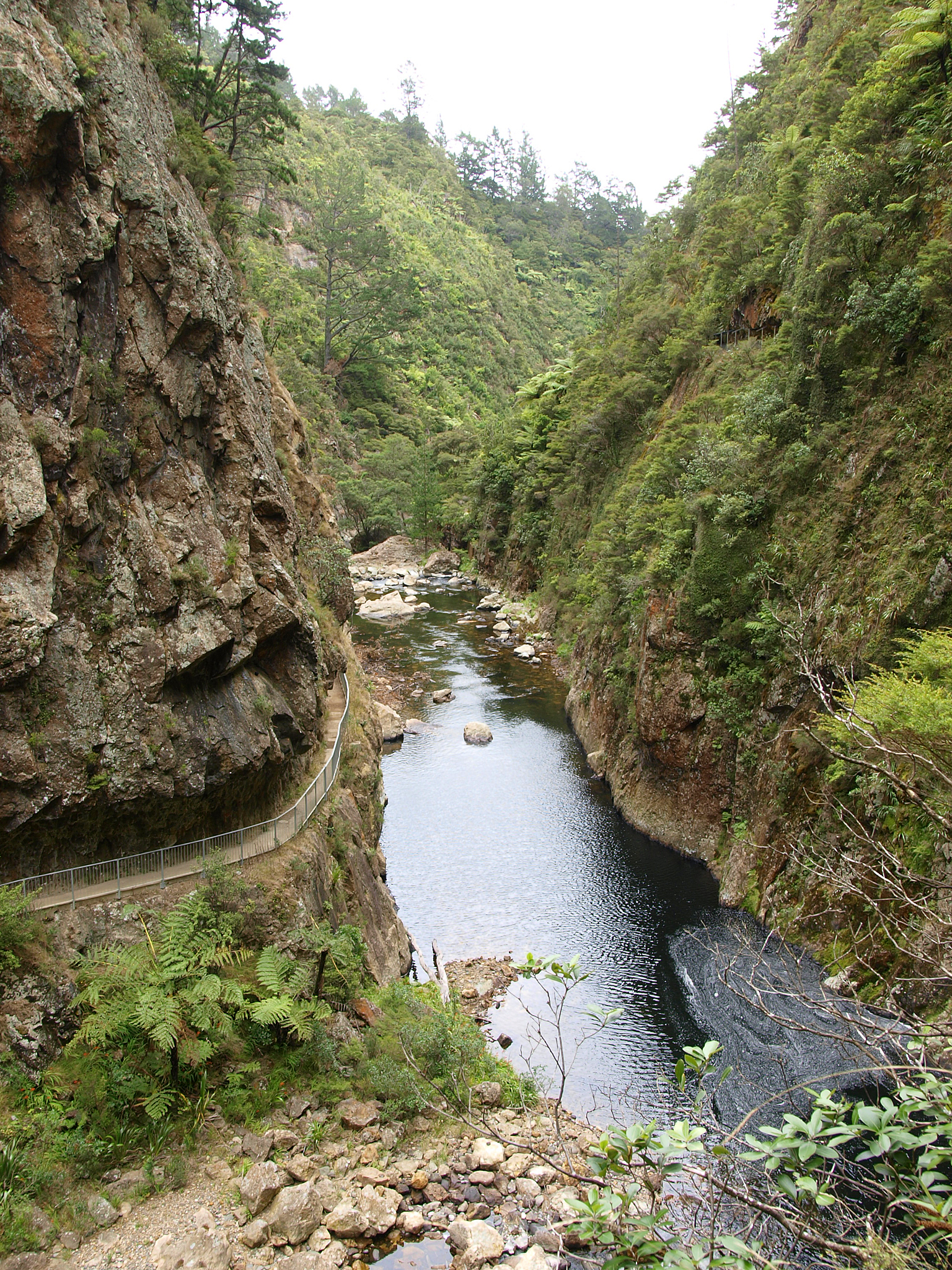
Crown Tramway Track entlang des Waitewheta River im Seitenarm des Karangahake Gorge

Die Kaimai Range ist eine Gebirgskette auf der Nordinsel Neuseelands. Sie findet im Norden ihren Anschluss an die Coromandel Range und im Süden ihre Fortführung über das Mamaku Plateau. Die Kaimai Range trennt Waikato im Westen von der Bay of Plenty im Osten.
Der höchste Punkt der Gebirgskette ist der 952 m hohe Mount Te Aroha, zu dessen Füßen die gleichnamige Ortschaft liegt. Das Gebiet ist zerklüftet und wird von zwei Straßen zerteilt, dem State Highway 2 über das Nordende durch die Karangahake Gorge und dem SH 29 von Tauranga nach Hamilton.

## Geologie
Die Kaimai Range entstand aus einer Verwerfung, die vor allem Andesitgestein erloschener Vulkane zu Tage förderte. Die Verwerfung entstand vor 1 Mio. Jahre und ist seit etwa 140.000 Jahren nicht mehr aktiv.

## Folklore

### Folklore der Māori
Der Mount Te Aroa der Kaimai Range spielt eine Rolle in der Folklore der Māori. Te Aroha bedeutet „Die Liebe“. Nach der Legende liebte der Sonnengott die Mondgöttin. Sie konnten sich aber wegen ihrer unterschiedlichen Zeiten am Himmel nie sehen. Eines Tages kam die Mondgöttin auf die Erde um den Sonnengott zu treffen, obwohl sie die Risiken kannte. Als das Tageslicht kam, wurde sie zu Stein. Dieser Stein soll ein entfernt an die Form einer Frau erinnernder Felsen nahe dem Mount Te Aroha sein, der als „Felsen der Hinemoa“ bekannt ist.

### Folklore der Europäer
Ein zuvor namenloser Gipfel direkt über dem Tunnel wurde 2010 zu Ehren der Geografin Evelyn Stokes „Stokes Peak“ genannt. Das wurde im Juli 2012 rückgängig gemacht.

## Kaimai-Tunnel
Der Eisenbahntunnel von Kaimai von knapp neun Kilometern Länge ist Teil der East Coast Main Trunk Railway, die damit das Gebirge unterquert. Er ist der längste Tunnel Neuseelands. Der Bau begann 1969 von beiden Seiten. Der Durchschlag erfolgte 1976, am 12. September 1978 wurde der Tunnel eröffnet. Durch den Tunnel verkehrten von 1991 bis 2001 auch Personenzüge zwischen Auckland und Tauranga als Kaimai Express. Für diesen Dienst wurden die Silver Fern-Fahrzeuge eingesetzt (Baureihe RM24).

## Flugunfall 1963
Am 3. Juli 1963 geriet eine Douglas DC-3C der New Zealand National Airways Corporation (ZK-AYZ) auf dem Flug von der Whenuapai Air Base in Auckland nach Tauranga in starke Fallwinde und extreme Turbulenzen, wodurch die Maschine in einer Höhe von 2460 Fuß (750 Metern) gegen eine Felswand des Mount Ngatamahinerua in der Kaimai Range prallte. Alle 23 Insassen, drei Besatzungsmitglieder und 20 Passagiere, kamen ums Leben. Gemessen an der Anzahl der Todesopfer war dies bislang (Januar 2023) der folgenschwerste Luftfahrtunfall, der sich auf dem neuseeländischen Festland ereignete.

## Kommunikation
Das New Zealand Post Office baute und betreibt eine Mikrowellenübertragungsstation nahe dem Kamm der Kaimai Range nach dem Sattel, über den der SH 29 führt. In den 1960er Jahren war es eine Relaisstation als Teil eines nationalen Netzwerkes. Es verband die Station Sanitorium Hill nahe Cambridge mit Rotorua und einem Abzweig nach Tauranga. Heute wird der Turm für Mobilfunk und andere Kommunikationsdienste verwendet und wird vom Eigentümer Telecom New Zealand betrieben.
Airways New Zealand unterhält ein Secondary Surveillance Radar auf dem Gipfel Te Weraiti, fünf Kilometer nördlich des SH 29. Damit wird die Flugüberwachung von mit Transpondern ausgestatteten Luftfahrzeugen in der Umgebung erleichtert.